# Суват
Суват је златиборски назив за пашњак за стоку на коме се налази и појило, тј. место где стока може да пије воду. Обично је то неки извор или поток који тече кроз ливаду.
На Златибору се налази неколико сувати: Око, Рибница, Обудојевица и др. Стока која је напасана на њима још у средњем веку важила је за здравију и бољу од остале балканске стоке и увек се продавала скупље на дубровачким пијацама и трговима широм Османског царства. Најбоље златиборске сувати биле су Обудојевица и Тић поље, а Рибница је била прво туристичко место на Златибору.